# 卡赫拉曼马拉什省
卡赫拉曼马拉什省（土耳其语：Kahramanmaraş il）是位于土耳其中南部的一个省，面积14,213平方公里，首府卡赫拉曼马拉什。